# Athemistus aethiops
Athemistus aethiops är en skalbaggsart som beskrevs av Francis Polkinghorne Pascoe 1867. Athemistus aethiops ingår i släktet Athemistus och familjen långhorningar. Inga underarter finns listade.